# 三星Galaxy Tab S8
三星Galaxy Tab S8（英語：Samsung Galaxy Tab S8）是一款由三星電子制造及销售的Android平板電腦，於2022年2月9日在三星的Galaxy Unpacked活動中亮相。

## 爭議

### 效能跑分作弊
繼三星Galaxy S22被發現跑分作弊後，Galaxy Tab S8平板也因跑分作弊被Geekbench除名。